# كلارا تسيغلر
كلارا تسيغلر (بالألمانية: Klara Ziegler)‏ هي كاتِبة وممثلة ألمانية، ولدت في 27 أبريل 1844 في ميونخ في ألمانيا، وتوفيت بنفس المكان في 19 ديسمبر 1909.